# John Boyd (Dramatiker)
John Boyd (* 19. Juli 1912 in Belfast; † Juli 2002 ebenda) war ein nordirischer Dramatiker.

## Leben
John Boyds Hauptwohnsitz war zeit seines Lebens Belfast. Er gab Kurse in Kreativem Schreiben an der Queen’s University Belfast. Die Hauptthemen seiner Werke betreffen die Unruhen in Nordirland in den Jahren 1975 und 1976. Sein Hauptwerk ist das Bühnenstück The Flats. John Boyd war der Sohn eines Lokomotivführers, wuchs in Ost Belfast auf und fühlte sich der Arbeiterklasse zugehörig. Er besuchte die Queen’s University  in Belfast und das Trinity College in Dublin und arbeitete als Lehrer, als Dozent und als Regisseur bei BBC, Radio und Fernsehen. Er war Ehrendirektor des Lyrik Theaters in Belfast und begann erst in der Pension Dramen zu schreiben.
John Boyd sagt im Vorwort zu „Facing North“ über sein Schaffen: Ein Dramatiker sollte nicht über den Dingen stehen, aber er sollte, was geschieht, von oben betrachten.
Boyd starb im Juli 2002, kurz vor seinem 90. Geburtstag, in Belfast.

## Bühnenstücke (Auswahl)
- The Flats – A Play In Three Acts. 1974
- The Street. 1982
- Facing North. 1982
- The Farm. 1982
- Guests. 1982
- Out of my Class. 1985
- The Middle of My Journey. 1991
- Across the Bitter Sea. 2013